# ウィゴー

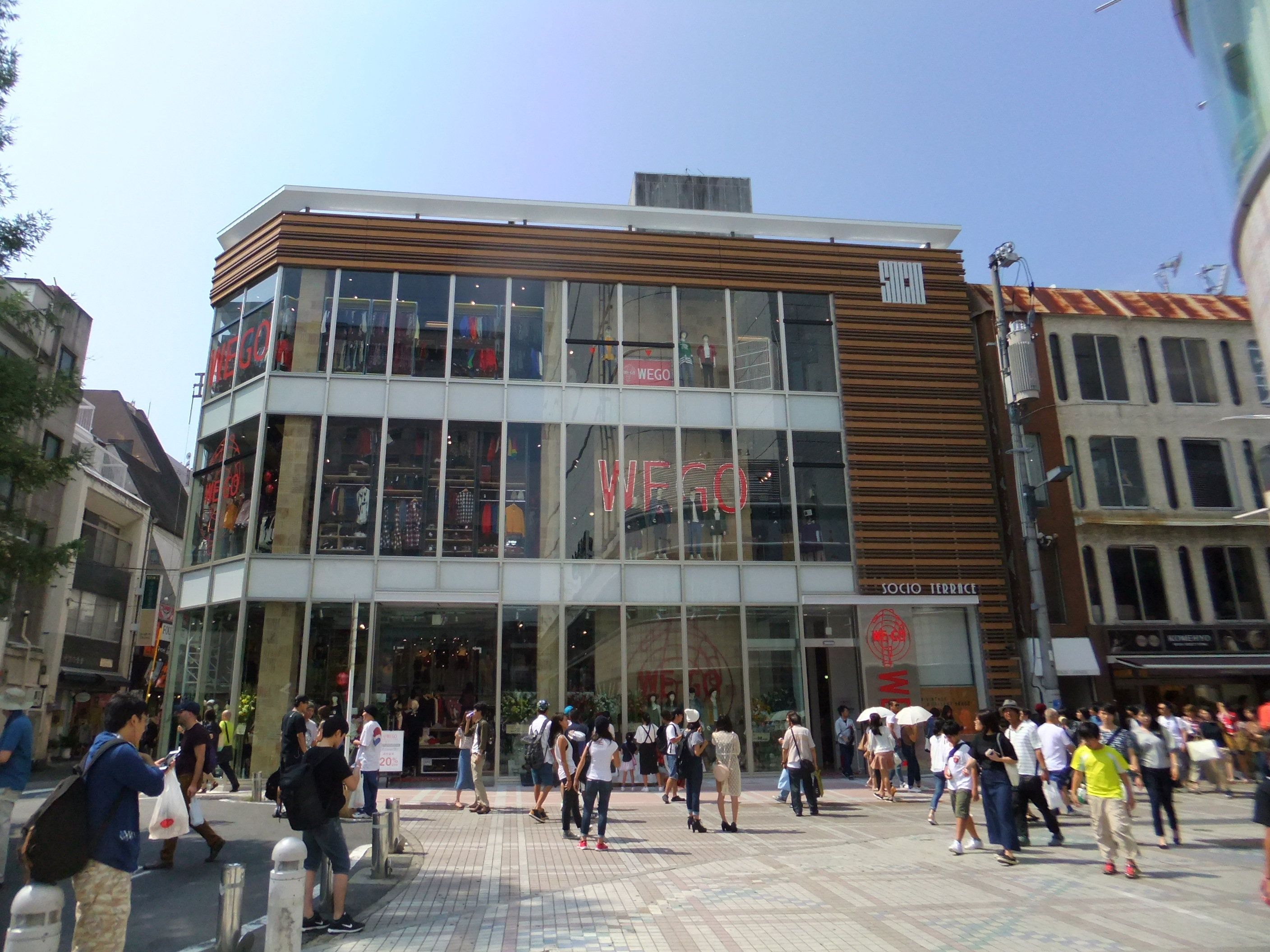
WEGO 広島店（広島県広島市中区）

株式会社ウィゴー（英：WEGO CO., LTD.）は、衣料品販売流通を事業とする企業。オンワードホールディングスの100%子会社。

## 概要
1994年に大阪で創業されて以降、主に「WEGO」の店舗名で、若者向けの古着屋・アパレルショップ・セレクトショップを全国に展開する。
メインコンセプトは、原宿・心斎橋のカジュアルファッション。10代から20代の学生・若者をメインターゲット層とする。
1994年、大阪・ミナミのアメリカ村に開店した古着店「WEGO」を源とする。その4年後には東京の下北沢に2号店を開業して以来、北海道から九州地方までほぼ全国に店舗を展開。市内に路面店を構える場合や、近年地方部ではイオンモールやパルコやビブレなどのファッションビルにテナントとして入居している例もある。
店舗展開以外にも、オリジナルブランドを7つもっている。
社名には、『スタッフとお客様、ともに進む』という意味が込められている。

### 新会社への移行
2018年に主要株主となったJ-STAR株式会社は同年7月20日に、ウィゴーの事業を同年6月に設立した株式会社WGホールディングスへ会社分割で譲渡することを発表。ウィゴーの事業は同年9月25日付でWGホールディングスへ譲渡され、WGホールディングスの商号も株式会社ウィゴー（新社）へ変更した。ウィゴー（新社）は、ウィゴー（旧社）の債権や債務も継承する。なお、株式会社ウィゴー（旧社）は株式会社WGLへ商号変更され、清算業務に入る予定である。
オンワードホールディングスは2024年8月28日、ウィゴー（新社）株式を追加で取得した上でウィゴー（新社）を完全子会社化することを発表。ウィゴー（新社）は同年9月27日付でオンワードホールディングスの完全子会社となった。

## 沿革
- 1994年：大阪・アメリカ村で古着店として創業。
- 1998年：東京・下北沢に進出。
- 1999年：「有限会社ウィゴー」設立。
- 2004年：株式会社に改組。
- 2007年：クラブミュージック専門店「マンハッタンレコード」を運営する株式会社レキシントンと経営統合。
- 2009年：デニムブランド「ドゥニーム」（DENIME）事業を買収。若槻千夏プロデュースの新ブランド「w♥c」の展開を開始。
- 2011年：香港のファストファッションブランド「ジョルダーノ」（GIORDANO）とフランチャイズ契約し、展開を開始。
- 2013年：「w♥c」における若槻千夏との契約を終了[8]。ブランドは引き続きウィゴーにより運営。
- 2014年：渡辺直美プロデュースの新ブランド「プニュズ」の展開を開始。
- 2016年：TKOの木下隆行プロデュースの「BUCCA 44」（ブッカ フォーティーフォー）の展開を開始[9]。
- 2017年
  - 8月：主要株主が株式会社オーチャードコーポレーションへ異動[4]。
  - 11月：主要株主が株式会社アラタマコーポレーションへ2度目の異動[4]。
- 2018年
  - 6月：主要株主がJ-STAR株式会社へ3度目の異動。同時に、J-STARはウィゴーの事業を譲受する受け皿会社として、株式会社WGホールディングスを設立[4]。
  - 9月25日：WGホールディングスがウィゴーの事業を会社分割により譲受。同時にWGホールディングスの商号を株式会社ウィゴー（新社）へ変更。株式会社ウィゴー（旧社）は株式会社WGLへ社名変更後、清算手続に移行する予定[4][10]。
- 2024年9月：株式会社オンワードホールディングスの完全子会社となる[1]。

## 店舗
店舗の一覧は、オンラインストアを参照。秋田県、島根県、山口県、愛媛県には店舗はない（2021年6月現在）。宮崎県に2018年3月にオープン。ここで九州には全て店舗を構えた事になる。
店舗業態は、主力の「WEGO」、郊外型の「LOVE'S WEGO」、低価格帯商品を扱う「WEGO OUTLET」、ロサンゼルス風セレクトショップ「WEGO LA」、ヤングレディースメインの「W♥C」、青年層向けのリサイクル店「BRAND MY STAR」等を展開。